# プット・ユアセルフ・イン・マイ・プレイス
『プット・ユアセルフ・イン・マイ・プレイス』(Put Yourself in My Place)は、オーストラリア人の歌手カイリー・ミノーグが録音した楽曲で自身の名前を冠した5枚目のアルバムに収録されている。曲はアルバムから2枚目のシングルとしてデコンストラクションとマッシュルーム・レコードから1994年11月14日にCDシングル、カセット・テープ、12インチ・レコードなどで発売された。曲はジミー・ハリーが作詞作曲、アレンジ、プロデュースを手掛け、アルバムのプロデューサーDoug Deangelisとともにニューヨーク市で録音された。このポップ・バラードは関係を終わらせ次に進む事をテーマにはしており、サウンドはトリップ・ホップとポップの要素を持つ。
発売してすぐにこの曲は音楽評論から好意的なレビューを受け取り、その多くは曲やプロダクション、ミノーグのヴォーカル・パフォーマンスにも焦点を当てた。多くのレビューでこの曲はミノーグのキャリアの中でもベストなシングルの一つに挙がっている。商業的にはオーストラリア、スコットランド、イギリスなどでトップ20に入るほどほどの成功を収めた。オーストラリアレコード産業協会では35,000枚を売り上げゴールド認定を受けた。
曲のミュージック・ビデオはKier McFarlaneが監督し、1968年の映画『バーバレラ』に着想を得ている。ミノーグはこの中で映画の主人公に模した形で宇宙船の中に存在し、衣服を脱いでいく。ビデオは1995年のARIAミュージック・アワードで最優秀ビデオ賞を受賞した。ミノーグはこの曲をIntimate and Live、On a Night Like This、KylieFever2002、Showgirl: The Greatest Hits Tour、Kylie Presents: Goldenなどのライヴやツアーで披露した。

## 収録曲
| - オーストラリア / イギリス CD1, オーストラリア カセット・シングル 1. "Put Yourself in My Place" (radio mix) – 4:11 2. "Put Yourself in My Place" (Dan's Quiet Storm Extended Mix) – 5:48 3. "Put Yourself in My Place" (Dan's Quiet Storm Club Mix) – 7:03 4. "Confide in Me" (Phillip Damien Mix) – 6:25 - オーストラリア / イギリス CD2, オーストラリア リミックス・カセット・シングル 1. "Put Yourself in My Place" (radio mix) – 4:11 2. "Put Yourself in My Place" (Driza-Bone Mix) – 4:50 3. "Put Yourself in My Place" (All-Star Mix) – 4:54 4. "Where Is the Feeling?" (Morales Mix) – 9:55 - イギリス 12インチ シングル A1. "Put Yourself in My Place" (Dan's Quiet Storm Extended Mix) – 5:48 A2. "Put Yourself in My Place" (Dan's Quiet Storm Club Mix) – 7:03 B1. "Put Yourself in My Place" (Driza-Bone Mix) – 4:50 B2. "Put Yourself in My Place" (All-Star Mix) – 4:54 | - イギリス カセット・シングル / ヨーロッパ CDシングル 1. "Put Yourself in My Place" (radio mix) – 4:11 2. "Put Yourself in My Place" (Dan's Quiet Storm Club Mix) – 7:03 - ドイツ CDシングル 1. "Put Yourself in My Place" (radio mix) – 4:11 2. "Put Yourself in My Place" (Dan's Quiet Storm Club Mix) – 7:03 3. "Where Is the Feeling?" (Morales Mix) – 9:55 - 日本 ミニCDシングル 1. "Put Yourself in My Place" (radio mix) – 4:11 2. "Put Yourself in My Place" (Dan's Quiet Storm Extended Mix) – 5:48 |

## チャート
| チャート (1994–1995年)                   | 最高位 |
| ---------------------------------------- | ------ |
| オーストラリア (ARIA)                    | 11     |
| ヨーロッパ (Eurochart Hot 100)           | 46     |
| ドイツ (GfK Entertainment charts)        | 87     |
| スコットランド (Official Charts Company) | 14     |
| UK シングルス (OCC)                      | 11     |

| チャート (1995年)     | 順位 |
| --------------------- | ---- |
| オーストラリア (ARIA) | 92   |